# 그래머시브리지

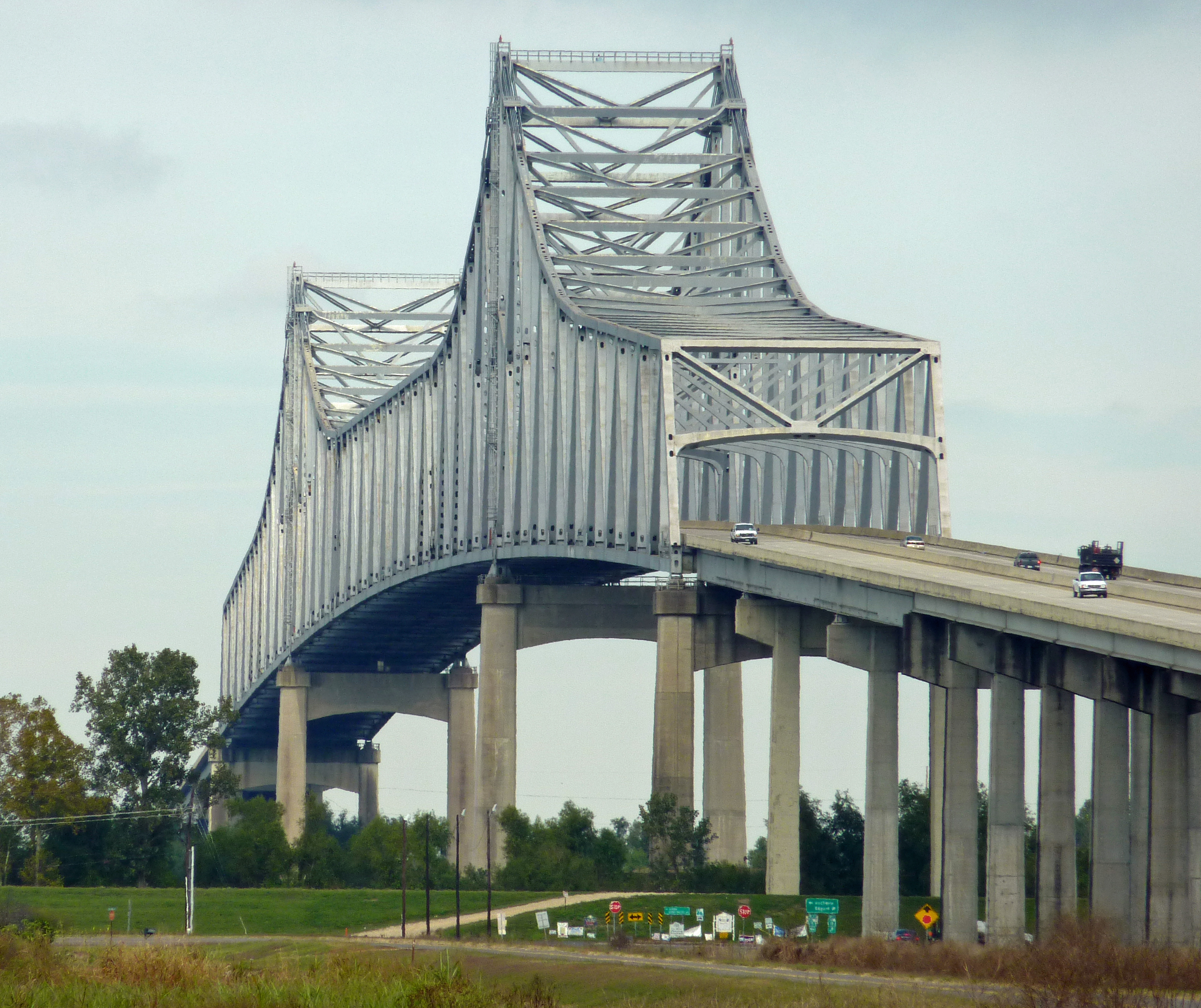

그래머시브리지(Gramercy Bridge)는 미국 세인트존더밥티스트군과 세인트제임스군의 루이지애나주 그래머시를 연결하는 미시시피강 위에 위치한 교량이다. 루이지애나주의 2번째로 신형 미시시피강 다리이다. 총 길이는 945미터, 폭은 4개 레인이 있다. 1985년 오픈하였으며 2007년 기준 일일 교통량은 9,000대이다.